# Carronia
Carronia é um género botânico pertencente à família Menispermaceae.

## Espécies
- Carronia multisepalea
- Carronia pedicellata
- Carronia protensa
- Carronia thyrsiflora

1. ↑  «Carronia — World Flora Online». www.worldfloraonline.org. Consultado em 19 de agosto de 2020